# 芭芭拉·伯恩
芭芭拉·伯恩（英語：Barbara Byrne，20世纪—），美国女子赛艇运动员。她曾代表美国参加世界赛艇锦标赛，获得一枚金牌和一枚铜牌，均来自女子轻量级四人单桨无舵手项目。